# Formigó posttesat

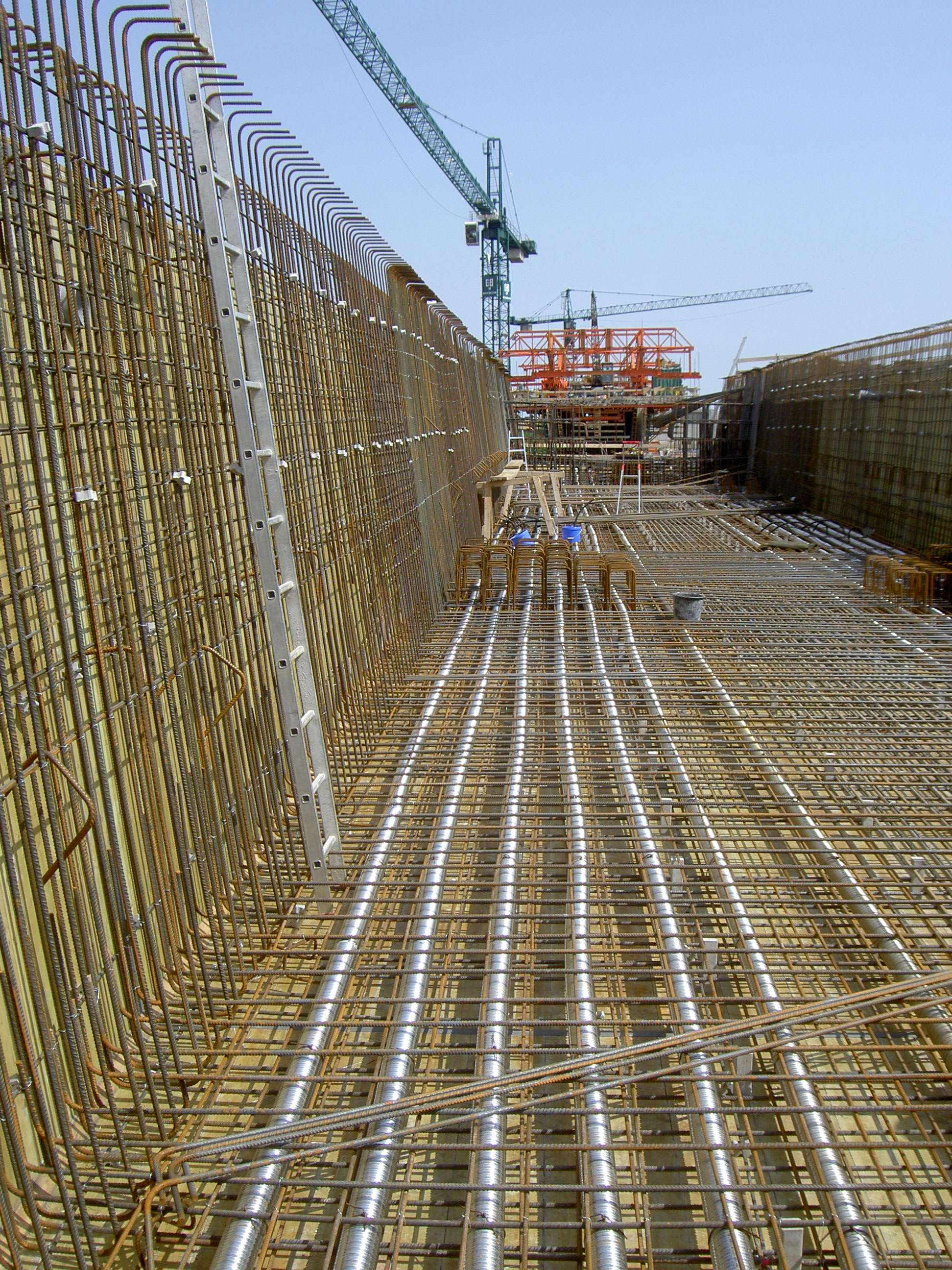
Armadura comú i beines per l'acer de posttesat durant la construcció d'un pont de secció calaix.

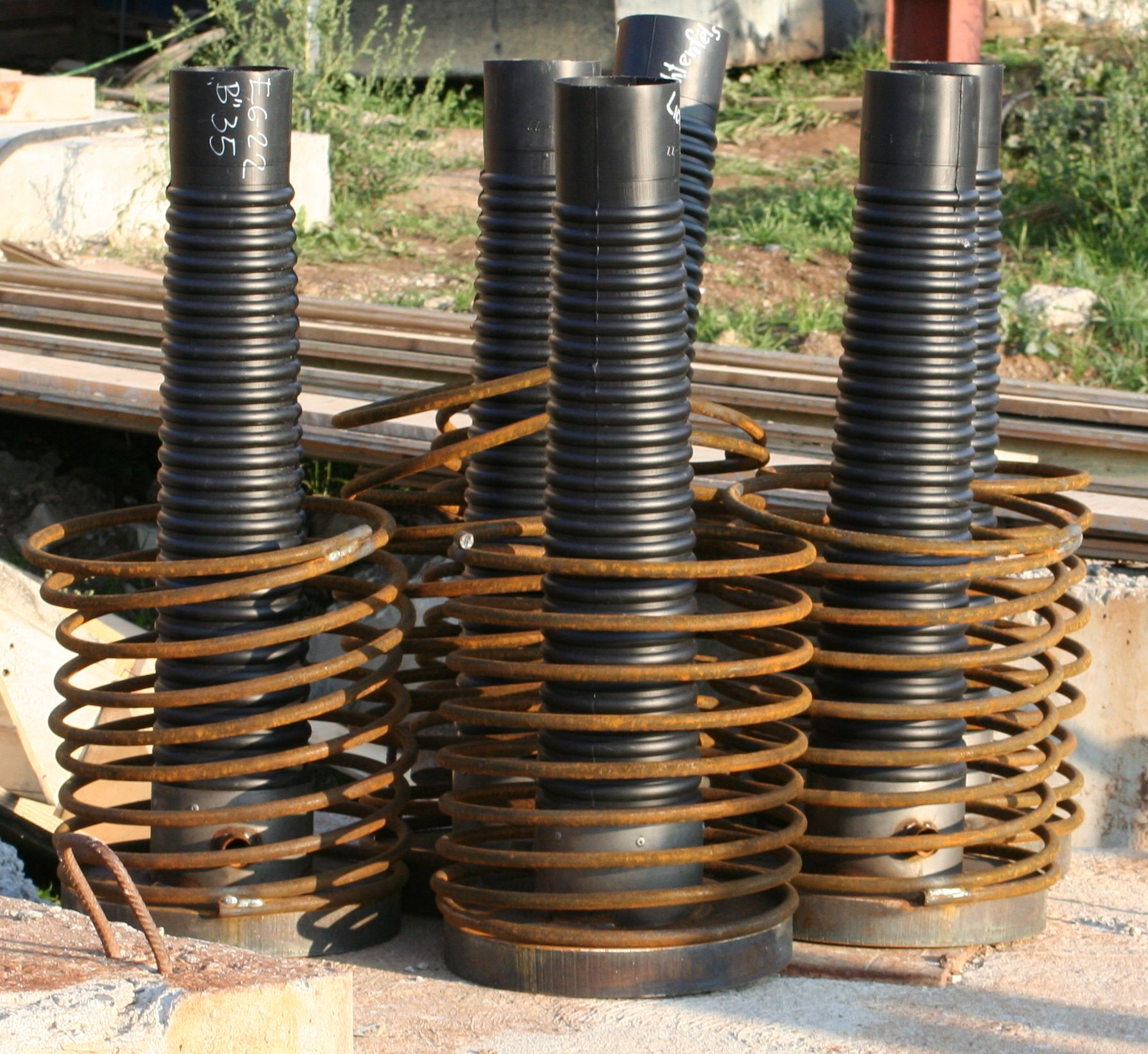
Placa d'ancoratge, trompeta i espiral abans del muntatge.

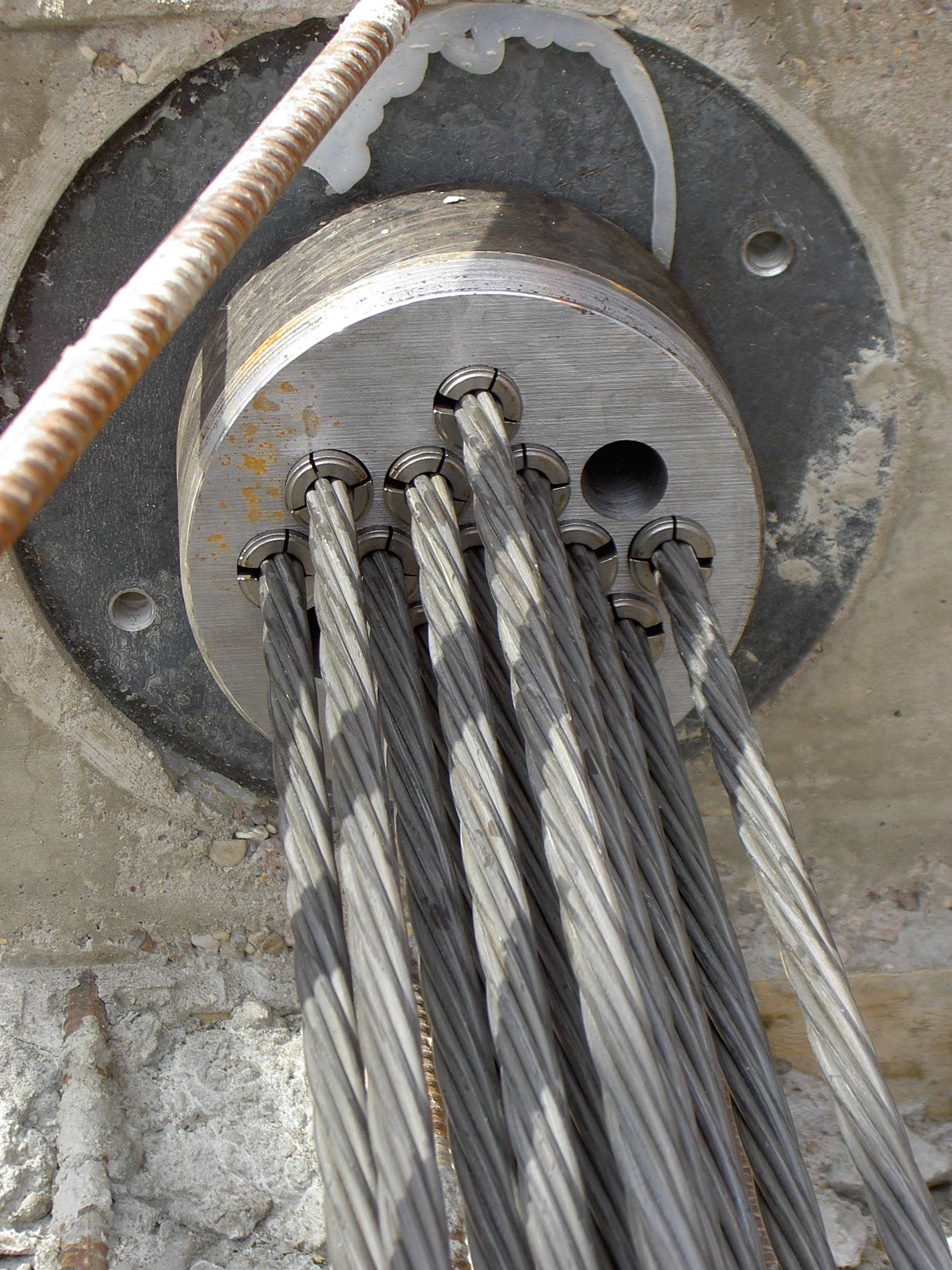
Placa d'ancoratge dels cables de posttesat en un pont.

El formigó posttesat és un formigó armat al qual se sotmet, després de l'abocament i forjat, esforços de compressió per mitjà d'armadures actives (cables d'acer) muntades dins de beines. A diferència del formigó pretesat, les armadures es tesen una vegada que el formigó s'ha endurit (i.e.: ha adquirit la seva resistència característica).
Igual que en el pretesat, la tècnica consisteix a comprimir el formigó abans de la seva posada en servei, de manera que les traccions que apareixen al flectar la peça es tradueixen en una pèrdua de la compressió prèvia, per tal d'evitar en major o menor mesura que el formigó treballi a tracció, esforç per al qual no és un material adequat.

## Descripció del sistema
A diferència del formigó armat ordinari, les armadures no són directament en contacte amb el formigó, ja que en cas contrari li transmetrien la tensió de tracció per adherència entre l'armadura i el formigó. És per això que les armadures es col·loquen dins de beines de plàstic o metall. Aquestes beines es posicionen dins l'encofrat on formen una línia corba calculada en la fase de disseny, en funció de la forma de la peça i de les càrregues a les quals serà sotmesa.
Una vegada aplicada la tensió de treball a les armadures, s'ancoren a l'estructura mitjançant ancoratges especials als seus dos extrems. L'interior de les beines s'omple amb morter d'alta resistència a pressió, de manera que l'armadura queda recoberta de morter, que protegeix l'acer de la corrosió. Des del punt de vista de les condicions d'adherència, el formigó posttesat és «no adherent», a diferència del formigó pretesat que és «adherent».
El formigó posttesat també requereix certa quantia d'armadures passives (sense tensió aplicada). La tècnica es limita a estructures sotmeses a grans càrregues i amb grans separacions entre suports, en les quals la reducció del cost dels materials compensa l'augment de la complexitat d'execució. S'aplica generalment in situ.
Avantatges
- L'ús de formigó posttesat permet reduir el cantell dels elements de formigó, ja que d'una banda augmenta la seva capacitat resistent, i d'altra redueix les deformacions.
- Comporta un ús més eficient de materials, de manera que permet reduir el pes total de l'estructura.
- Disminueix la fissuració del formigó, el que augmenta la seva vida útil.

Inconvenients
- Requereix maquinària i mà d'obra més especialitzada que el formigó sense posttesat.
- El càlcul és més complex.

Normativa relacionada
La La instrucció de formigó estructural EHE-08, és el marc normatiu al qual s'estableixen els requisits a tenir en compte en el projecte i execució d'estructures de formigó a Espanya, tant en edificació com en enginyeria civil, amb l'objectiu d'assolir els nivells de seguretat adequats a la seva finalitat.
- Eurocodi 2 (Norma europea)